# Овиније Галикан
Овиније Галикан (лат. Ovinius Gallicanus; помиње се у изворима у периоду 293-317) је био римски сенатор и вероватно први конзул хришћанин.
Помиње се као префект Рима 4. августа 316. На том положају је остао најкасније до 15. маја 317. Исте године је био и конзул. На положају градског префекта наследио га је Септимије Бас.
Могао би се поистоветити са Галиканом, црквеним добротвором који је уступио нешто земље цркви Светог Петра, Павла и Јована Крститеља у Остији.